# 대표자책임이론
대표자책임이론은 보험사고의 발생이 보험계약자, 피보험자, 보험수익자 본인의 고의나 중과실에 기한 것은 아니지만 그와 특수한 관계에 있는 자, 예컨대 동거가족 또는 동거피용자의 고의나 중과실에 기해 발생한 경우에도 보험자를 면책시키자는 이론이다.

## 학설
대표자책임이론은 독일에서 주장되고 있으며 한국에서 적용되는지에 대해 견해가 대립하고 있다. 보험단체의 이익보호를 위해 대표자책임이론을 인정하자는 견해와 불이익변경금지의 원칙에 비추어 인정할 수 없다는 견해, 원칙적으로 인정할 수 없지만 이러한 사고에 대해서도 보험자를 면책시키기로 약관에서 정한 경우에는 인정된다는 견해 등이 있다.

## 판례
불이익변경금지의 원칙에 비추어 인정할 수 없다는 견해를 취하고 있다.
보험계약의 보통약관중 " 피보험자에게 보험금을 받도록 하기 위하여 피보험자와 세대를 같이 하는 친족 또는 고용인이 고의로 사고를 일으킨 손해에 대해서는 보험자가 보상하지 아니한다"는 내용의 면책조항은 그것이 제3자가 일으킨 보험사고에 피보험자의 고의 또는 중대한 과실이 개재되지 않은 경우에도 면책하고자 한 취지라면 상법 제659조, 제663조에 저촉되어 무효라고 볼 수 밖에 없으나, 동 조항은 피보험자와 밀접한 생활관계를 가진 친족이나 고용인이 피보험자를 위하여 보험사고를 일으킨 때에는 피보험자가 이를 교사 또는 공모하거나 감독상 과실이 큰 경우가 허다하므로 일단 그 보험사고 발생에 피보험자의 고의 또는 중대한 과실이 개재된 것으로 추정하여 보험자를 면책하고자 한 취지에 불과하다고 해석함이 타당하며, 이러한 추정규정으로 보는 이상 피보험자가 보험사고의 발생에 자신의 고의 또는 중대한 과실이 개재되지 아니하였음을 입증하여 위 추정을 번복할 때에는 위 면책조항의 적용은 당연히 배제될 것이므로 위 면책조항은 상법 제663조의 강행규정에 저촉된다고 볼 수 없다.  나. 위 면책조항을 추정규정이라고 본 이상, 그에 열거된 친족 또는 고용인이라 함은 그들의 행위가 피보험자의 고의 또는 중대한 과실에 기인한 것이라고 추정케 할 만큼 피보험자와 밀접한 생활관계를 가진 자에 국한된다고 보아야 하므로 고용인도 세대를 같이 하는 자임을 요한다고 해석함이 타당하다.
대법원 1984.1.17, 선고, 83다카1940, 판결